# 二氯化二(2,6-二均三甲苯基苯基)二锡
二氯化二(2,6-二均三甲苯基苯基)二锡是一种有机化合物，化学式为C48H50Cl2Sn2，或写作[Sn(Cl)(C6H3Mes2)]2，其中Mes表示2,4,6-三甲苯基。它可由2,6-二均三甲苯基苯基锂在甲苯中和氯化亚锡反应制得。它和金属钾在四氢呋喃中反应，可以得到紫色的Sn8(C6H3Mes2)4。它和Cp*(IPr)Co反应，可以得到深紫色的Sn4(C6H3Mes2)4。